# Канадські прерії

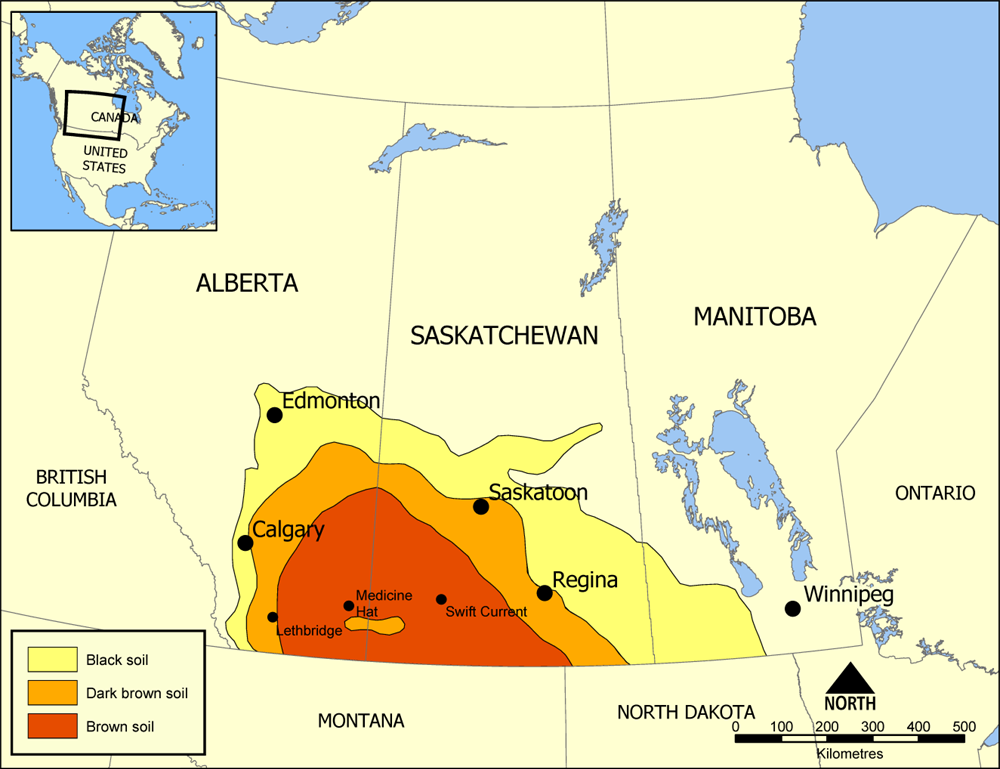
Трикутник Паллісера. Розташування Прерій на мапі Канади.

Канадські прерії   (англ. Canadian Prairies) (фр. Prairies canadiennes) — степовий регіон у західній  Канаді: складається з провінцій Альберта, Саскачеван і Манітоба; підрегіон Західної Канади.  Прерії покривають більшу частину регіону — це велика область плоских осадових земель, що простягнулася на Канадському Заході від Канадського щита на сході до Скелястих гір на заході. Канадські Прерії — важливий сільськогосподарський регіон у світі: його південній частині характерне розведення пшениці, розвинене і скотарство, особливо в провінції Альберта. Прерії покривають і частину північного сходу Британської Колумбії, хоч цю провінцію не прийнято включати в степовий регіон із політичних міркувань.

## Географія

Степові провінції на канадських преріях

Канадські прерії, як складова Великих рівнин Північної Америки, охоплюють значну частину провінцій Альберта, Саскачеван і Манітоба . Площа — 1 960 681 км², а чисельність жителів — 5 406 908 (пер. 2006). Клімат континентальний сухий.
Географічна єдність Прерій пов'язана з єдиною геологічної моделлю цих трьох провінцій. Існує також певна культурна єдність цих трьох провінцій.
Для Прерій Манітоби нерідкі хвойні ліси.
Прерії Саскачевану раніше були зайняті високими травами, тепер вони здебільшого засіяні пшеницею, як і прерії провінції Альберта.

## Сучасний розвиток
Окремі райони у канадських преріях дуже швидко розвивалися під час буму в нафтовій промисловості в другій половині XX століття.
В Альберті чисельність населення досягла рекордних відміток (друге місце, поступившись лише провінції Онтаріо), а в Манітобі різко зросло число іммігрантів.

## Економіка

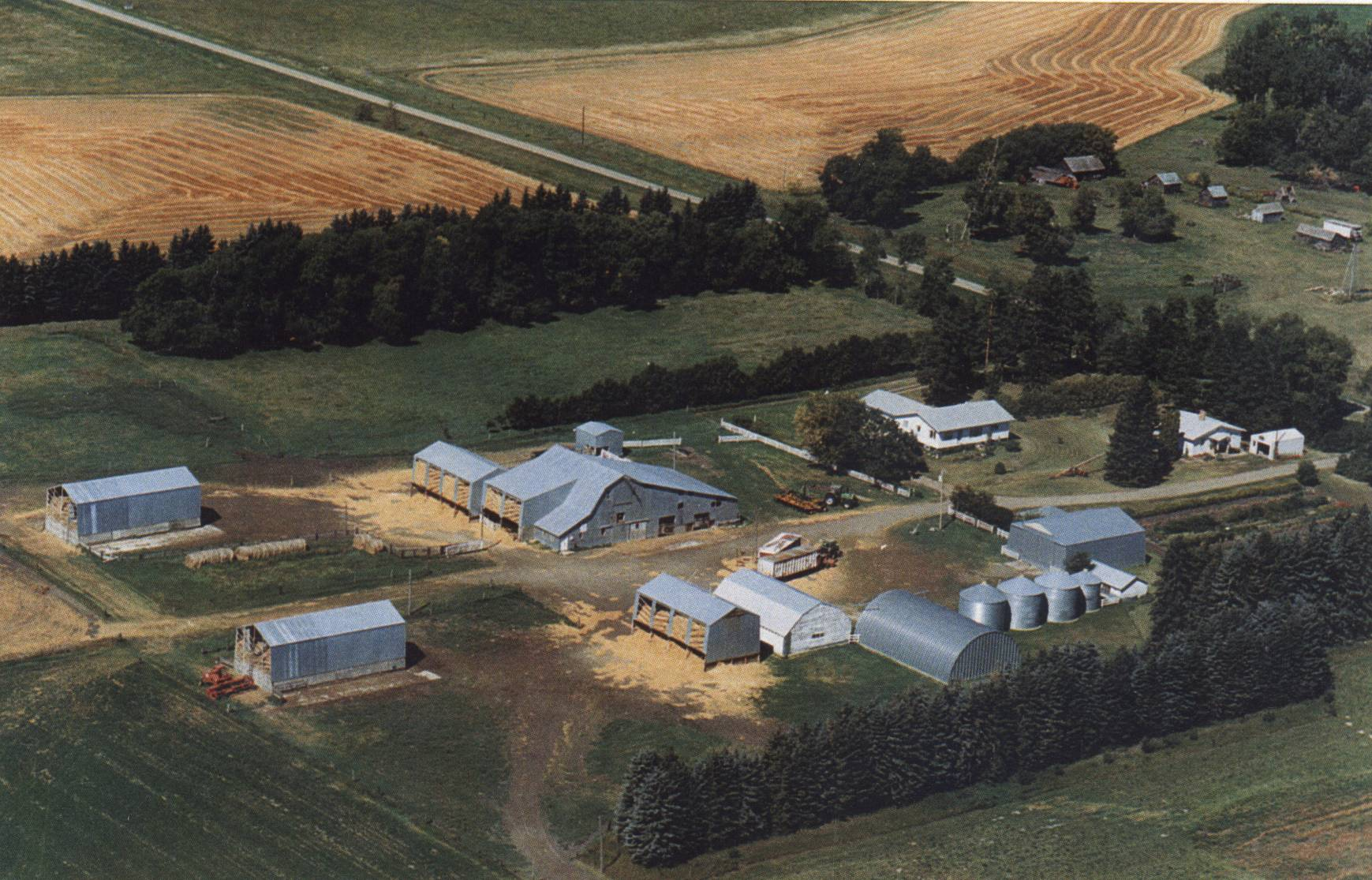
Ферма на преріях в околиці Сіфтон, Манітоба

Провідна галузь промисловості — рослинницька (виробництво пшениці, ячменю, каноли, капусти, вівса) і тваринницька. Також в районі прерій є запаси корисних копалин, наприклад, нафти (Форт-МакМеррей, Альберта). Другорядні за значенням галузі промисловості — нафтопереробка і переробка сільськогосподарської сировини.

## Громади
Головні садигром включають  Едмонтон і Калгарі в  Альберті, Саскатун і Реджайна в Саскачеван і Вінніпег в Манітоби.